# Arroyo San Antonio Chico
El arroyo San Antonio Chico es un curso de agua uruguayo, ubicado en el departamento de Salto, perteneciente a la cuenca hidrográfica del río Uruguay.
Nace en la Cuchilla del Daymán, y discurre con rumbo norte hasta desembocar en el arroyo San Antonio Grande, atravesando la ciudad de Salto.